# Тальнівський будівельно-економічний коледж
Відокремлений структурний підрозділ «Тальнівський будівельно-економічний фаховий коледж Уманського національного університету садівництва» — заклад вищої освіти І—ІІ рівнів акредитації, що розташований у місті Тальне Черкаської області. Є структурним підрозділом Уманського національного університету садівництва.

## Історія
Заснований у 1927 році як сільськогосподарська школа в приміщенні колишнього графського палацу. У 1930 році за рішенням радянського уряду агрошколу було перетворено в технікум технічних культур. У роки радянсько-німецької війни технікум було евакуйовано до Уралу.
З 1944 року сільськогосподарський технікум випускав лише агрономів-буряководів, а з 1947 року були відкриті відділи агрономії, зоотехніки, зооветеринарії.
1 липня 1967 року відбулась реорганізація Тальнівського сільськогосподарського технікуму в будівельний технікум.
У 1999 році в Тальнівському державному будівельно-економічному коледжі було створено відділення програмування.
У 2006 році змінено статус коледжу — став Тальнівським будівельно-економічним коледжем Уманського державного аграрного університету.

## Випускники
- Звездогляд Віталій Вікторович (1992—2017) — старший солдат Збройних сил України, учасник російсько-української війни.

## Діяльність
Навчальний заклад здійснює підготовку фахівців за такими спеціальностями:
- 5.06010101 — «Будівництво та експлуатація будівель і споруд»;
- 5.06010115 — «Опорядження будівель і споруд та будівельний дизайн»;
- 5.03050901 — «Бухгалтерський облік»;
- 5.03050801 — «Фінанси і кредит»;
- 5.03060101 — «Організація виробництва»;
- 5.05010301 — «Розробка програмного забезпечення».